# Phylloneta impressa
Phylloneta impressa (L. Koch, 1881) è un ragno appartenente alla famiglia Theridiidae.

## Distribuzione
La specie è stata reperita in diverse località della regione olartica.

## Tassonomia
Questa specie, insieme alla Phylloneta pictipes (Keyserling, 1884) e alla Phylloneta sisyphia (Clerck, 1757), apparteneva al genere Theridion Walckenaer, 1805. Un approfondito studio dell'aracnologo Wunderlich (2008b) le ha assurte al rango di genere a sé con questa nuova denominazione.
Non sono stati esaminati esemplari di questa specie dal 2012.
Attualmente, a dicembre 2013, non sono note sottospecie